# Sinocyamodus xinpuensis
Il sinociamodo (Sinocyamodus xinpuensis) è un rettile marino estinto, appartenente ai placodonti. Visse all'inizio del Triassico superiore (Carnico, circa 225 milioni di anni fa) e i suoi resti fossili sono stati ritrovati in Cina.

## Descrizione
Questo animale è conosciuto per alcuni scheletri completi di piccole dimensioni appartenenti a esemplari giovani, che non superavano i 50 centimetri di lunghezza, e un esemplare adulto quasi completo, di dimensioni pressoché doppie. Sinocyamodus possedeva un corpo appiattito e tondeggiante, coperto da una corazza formata da tre tipi di elementi ossei fusi fra loro (osteodermi), che si sviluppavano in file. Il cranio era largo e piatto, dotato di un rostro piuttosto corto e arrotondato, simile a quello di altri placodonti come Cyamodus. Le orbite erano allungate e ogni premascella portava ancora tre denti bulbosi. Il carapace non arrivava a coprire i cinti pettorale e pelvico, ma erano presenti in ogni caso osteodermi sulle zampe e sulla coda. La forma del corpo, in generale, doveva assomigliare vagamente a quello di una tartaruga.

## Classificazione
Sinocyamodus è stato descritto per la prima volta da Chun Li nel 2000, ed è stato il primo placodonte descritto in Cina. Fino a quel momento, i fossili di questi animali erano stati ritrovati esclusivamente in Europa e in Israele. I placodonti sono rettili diapsidi tipici del Triassico, che si specializzarono nel giro di pochi milioni di anni verso un ambiente strettamente acquatico; le forme più derivate (Cyamodontoidea) svilupparono forti corazze dorsali simili a quelle delle tartarughe. Sinocyamodus è stato ascritto ai ciamodontoidi, ed è probabile che fosse il sister group dell'europeo Cyamodus. Alcune caratteristiche (ad esempio la presenza dei tre denti premascellari) indicano che Sinocyamodus non era un membro dei placochelidi (Placochelyidae), che rappresentavano le forme più evolute di placodonti.

## Paleoecologia
I fossili di Sinocyamodus sono stati ritrovati nella formazione di Guanling (provincia di Guizhou) in Cina, dove sono stati ritrovati numerosi altri rettili marini. L'ambiente triassico era quello di un mare poco profondo, dove Sinocyamodus e altri placodonti (come Psephochelys) probabilmente cercavano molluschi e ne rompevano i gusci grazie ai loro denti emisferici. Altri rettili presenti erano alcuni talattosauri (Xinpusaurus, Anshunsaurus) e numerosi ittiosauri (Guizhouichthyosaurus, Qianichthyosaurus) predatori di pesci.